# Kasper Kure
Kasper Kure  er en dansk fodboldspiller, der siden ungdomsårene har spillet for AGF. I 2000 fik han debut i Superligaen for AGF.
Han skiftede senere til 1.division klubben Brabrand IF.
Han er bror til fodboldspilleren Anders Kure.